# Musica di corte coreana
La musica di corte coreana può essere classificata nelle seguenti categorie: 
- Aak, a sua volta suddivisibile in:
  - Musica per il culto di Confucio (문묘제례악?, Munmyo jeryeakLR): eseguita oggi due volte all'anno all'Università Songgyun'gwan di Seul, è suonata da due orchestre, che si alternano nel rito. Secondo la visione confuciana, esse rappresentano, rispettivamente, il Cielo e la Terra; la presenza dei danzatori completa la triade cosmica con l'Uomo. Come la musica, anche la danza (일무?, IlmuLR) è lenta e solenne: essa è divisa tra repertorio militare e repertorio civile.
  - Musica per il culto degli antenati reali (chongmyo cheryeak): è presentata una volta all'anno presso il santuario degli antenati (chongmyo), con doppia orchestra simile alla musica per il culto di Confucio. La strumentazione delle due compagini differisce leggermente, ma entrambe sono dominate dalle batteria di campane (p'yŏnjong) e quella di litofoni (p'yŏn'gyŏng).
- Tangak, musica conviviale di origine cinese
- Hyangak, corpus autoctono